# Bungarus sagittatus
Bungarus sagittatus — вид отруйних змій родини аспідових (Elapidae). Описаний у 2024 році.

## Назва
Видовий епітет sagittatus походить від латинського sagittata, що означає «стріла», і стосується темної трикутної форми на підхвостовій частині, яка нагадує колючу стрілу.

## Поширення
Ендемік Таїланду. Відомий лише у типовому місцезнаходженні — пагорб Кхао Крачом в окрузі Суан Пхуенг в провінції Ратчабурі. Ця територія є частиною гірського хребта Тенассерім, який лежить на кордоні Таїланду та М'янми. Виявлений на висоті 834 м над рівнем моря.

## Опис
Голова дорослої особини чорна, а у молоді чорна з дрібними тьмяно-білими плямами на скроневій і тім'яній ділянках; спинна поверхня тіла чорна, з 25–31 білою вузькою поперечною смугою, білі та чорні смуги в середині тіла покривають 1,5–3,0 та 4,5–6,0 хребцевих лусок відповідно; дорсальні чорні смуги тіла не виходять за черевні частини або заходять на черевні частини менше ніж у 0,5 раза більше ширини зовнішньої спинної луски; черевна поверхня повністю біла; черевна сторона хвоста біла з рядом темно-коричневих трикутних плям посередині, спрямованих ззаду; хвіст відносно довгий, довжина хвоста до загальної довжини = 0,140–0,143.